# Tenggur
Tenggur is een bestuurslaag in het regentschap Tulungagung van de provincie Oost-Java, Indonesië. Tenggur telt 4812 inwoners (volkstelling 2010).